# Oltina
Oltina is een Roemeense gemeente in het district Constanța.
Oltina telt 2950 inwoners.